# Allostigma
Allostigma W. T. Wang é um género botânico pertencente à família Gesneriaceae.

## Espécies
Apresenta uma única espécie:
- Allostigma guangxiense

## Nome e referências
Allostigma W.T.Wang